# Autostrada Słońca (Włochy)
Autostrada Słońca (wł. A1 Autostrada del Sole) – autostrada nr A1 we Włoszech, najpopularniejsza i najbardziej obciążona magistrala samochodowa w kraju. Łączy Mediolan z Neapolem przez Bolonię, Florencję i Rzym. 
Całość trasy została oddana do użytku 4 października 1964 roku. Na uroczystość otwarcia przybyli m.in. ówczesny premier Włoch Aldo Moro oraz prezydent Antonio Segni. Obecnie arteria jest najdłuższą biegnącą południkowo autostradą we Włoszech (759,4 km). Przejazd autostradą jest płatny, a eksploatacją zajmuje się największy na Półwyspie Apenińskim operator autostrad spółka „Autostrade Per l'Italia S.p.A.”.

## Historia
Włoski rząd w latach 50. XX wieku położył nacisk na wzrost gospodarczy. Jedną z decyzji jakie podjęto była budowa trasy szybkiego ruchu łączącej północ z południem kraju. Dotychczas podróż przez kraj była niewygodna i zajmowała ok. 2 dni.
Budowę rozpoczęto 27 maja 1956 od odcinka północnego. 7 grudnia 1958 roku pierwsze samochody pojechały odcinkiem trasy z Mediolanu do Parmy. Kolejny oddanym do użytku odcinkiem autostrady był prowadzący przez Apeniny – trudny technicznie do zrealizowania – etap z Bolonii do Florencji. Pierwsze auta pojechały tym fragmentem 3 grudnia 1960 roku. 22 września 1962 kierowcom przekazano trasę łącząca Rzym z Neapolem. Ten odcinek Autostrady Słońca oznaczono numerem A2. W roku 1988 ujednolicono oznaczenia i cała Autostrada Słońca zyskała numer A1. W związku z tym przez długie lata żadna włoska autostrada nie ma oznaczenia A2 – zmieniło się to dopiero w grudniu 2016 roku, kiedy odcinek autostrady A3 między Salerno a Reggio Calabria został przemianowany na A2.
Całą trasą z Mediolanu do Neapolu można było przejechać 4 października 1964 roku. Budowę magistrali A1 powierzono inżynierowi Fedele Cova.

## Odcinki
- Mediolan – Bolonia

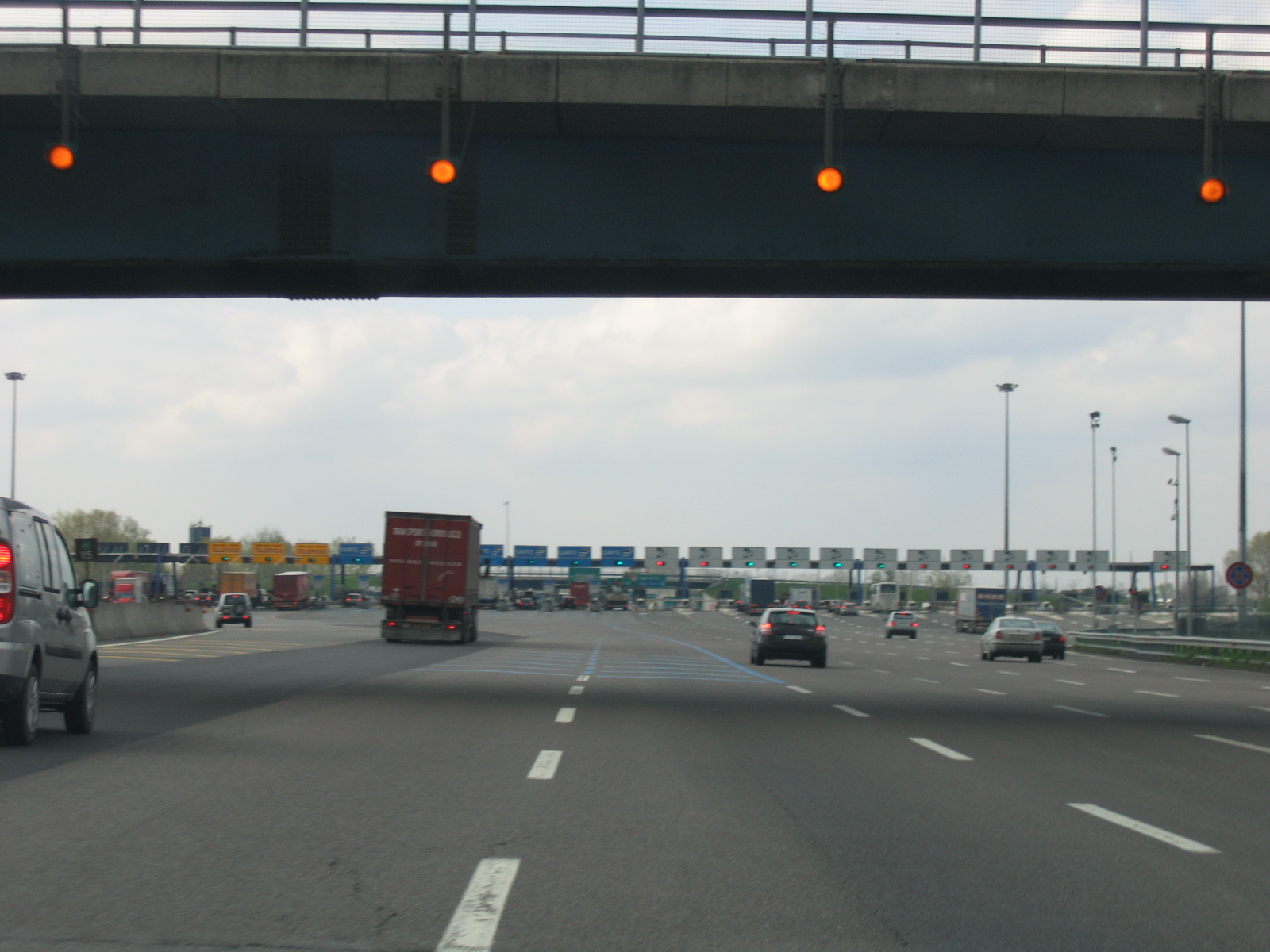
Autostrada A1 – PPO w Mediolanie

Pierwszy odcinek trasy, długości ok. 190 kilometrów. Trasa posiada tutaj od 3 do 4 pasów ruchu w każdym kierunku. Na początku, kilkanaście kilometrów za Mediolanem ulokowano punkt poboru opłat. Arteria biegnąca przez nizinne tereny północnych Włoch pozbawiona jest efektownych budowli drogowych. W rejonie Modeny trasa przekracza Pad – najważniejszą rzekę północnych Włoch. Trasa kumuluje ruch z południa: w Bolonii z Autostradą Słońca łączy się bowiem biegnąca z Taranto Autostrada A14.
- Bolonia – Florencja

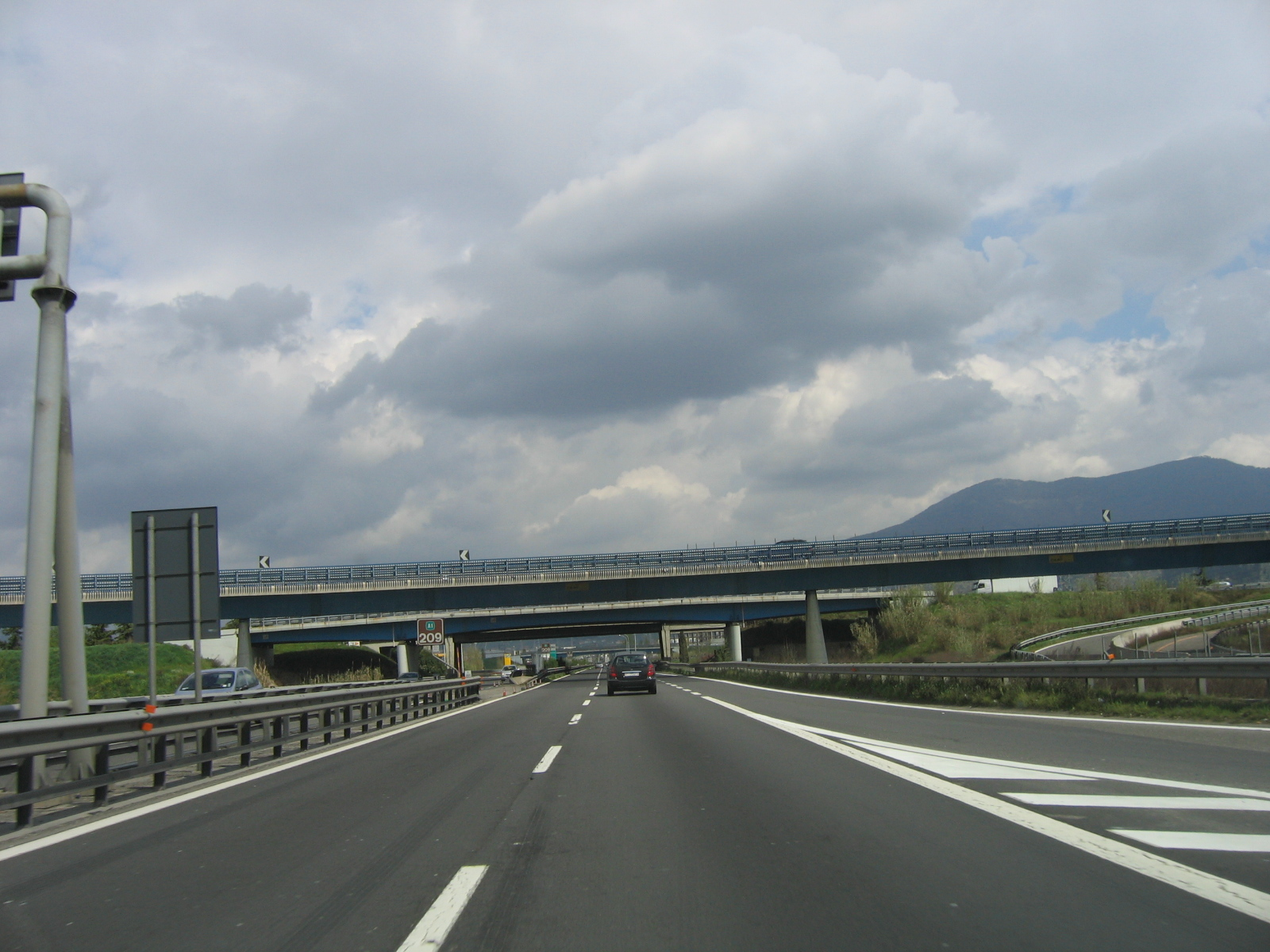
Autostrada A1 w rejonie Bolonii w kierunku Florencji

Liczący ok. 90 kilometrów odcinek Autostrady Słońca został otwarty 3 grudnia 1960 roku. Przecinający pasmo Apenin Toskańskich fragment trasy jest najbardziej imponujący pod względem infrastruktury. Prowadzący szeregiem tuneli, estakad oraz zakrętów odcinek trasy należał do najbardziej skomplikowanego etapu budowy. Od początku XXI wieku prowadzone są coraz bardziej zaawansowane prace na 62,5 km. odcinku, które mają na celu wybudowanie nowym śladem, nowoczesnej arterii. Między węzłami Sasso Marconi i Barberino di Mugello powstaje nowa trasa. Budowane są tu nowe estakady oraz szereg tuneli. Najdłuższy z nich będzie miał długość ok. 8,5 km. Długość wszystkich tuneli na tym odcinku wyniesie 55,5 km., wiaduktów 16,9 km.
Obecnie prace remontowe (między innymi budowy nowych tuneli) prowadzone są także w ciągu autostrady stanowiącym obwodnicę Florencji.
- Florencja – Rzym

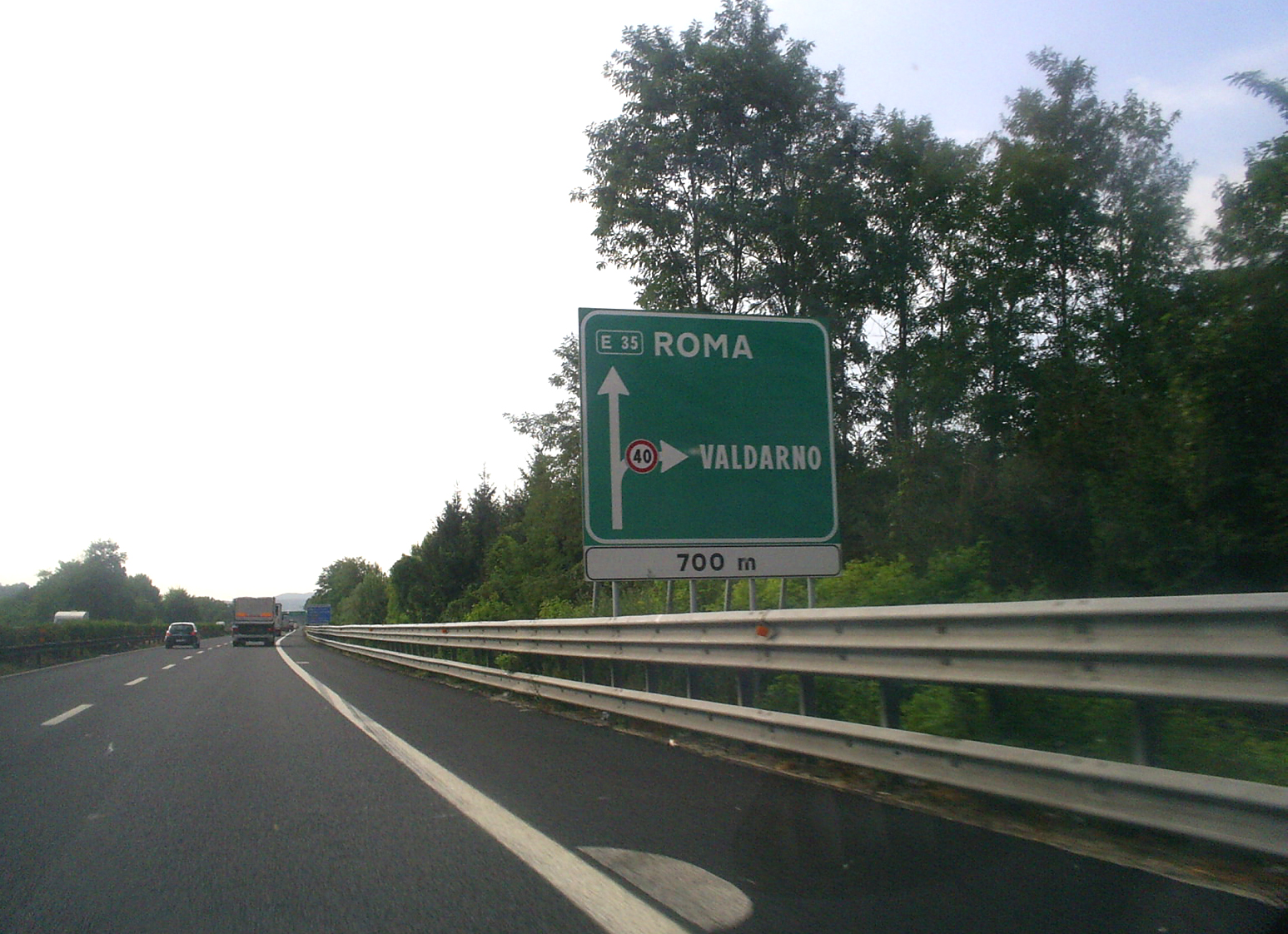
Autostrada A1 przed węzłem Valdarno

Odcinek ma długość ok. 230 kilometrów. Łączy wzdłuż pasma Apenin Florencję z Rzymem (za pośrednictwem specjalnych łącznic). Arteria poprowadzona jest wzdłuż linii kolejowej. Całość ciągnie się Doliną Chiany. Trasa posiada dwa pasy ruchu w każdą stronę. Początkowo był to ostatni z odcinków Autostrady A1. Do roku 1988 południowy odcinek Autostrady Słońca (od Rzymu do Neapolu) oznaczony był numerem A2.
- Rzym – Neapol

Najbardziej na południe wysunięty fragment trasy. Autostrada biegnie tutaj równolegle do linii kolejowej Rzym – Neapol. Na końcu odcinka, kilka kilometrów przed węzłem kończącym Autostradę Słońca usytuowany jest punkt poboru opłat. Ten odcinek arterii ma ok. 190 kilometrów.

## Odgałęzienia
Aby zapewnić dogodne połączenie Autostrady Słońca z Rzymem powstały dwie specjalne łącznice autostradowe: A1dir Nord (A1dir Diramazione Nord) oraz A1dir Sud (A1dir Diramazione Sud). Łącznik północny mający 23 kilometry długości zaczyna się na węźle zlokalizowanym na 531 kilometrze od Mediolanu (węzeł Fiano Romano). Łącznik południowy ma długość 20 kilometrów i od Autostrady Słońca odchodzi na 576 kilometrze od Mediolanu (184 od Neapolu). Oba połączenia docierają do Grande Raccordo Anulare, czyli wielkiej obwodnicy Rzymu, z której wygodnie można dostać się w rejon centrum miasta.

## Opłaty
Przejazd trasą jest płatny. Opłaty uiszcza się w punktach poboru. Stanowiska do poboru opłat ulokowane są na każdym węźle. Dodatkowo dwa główne place poboru usytuowano w Mediolanie i Neapolu na początkowym i końcowym fragmencie trasy. Oprócz tego bramki „przecinają” dwa odgałęzienia do Rzymu. Przy wjeździe na autostradę otrzymuje się bilet.

## Trasy europejskie
A1 jest częścią dwóch tras europejskich – E35 oraz E45. Dawniej wchodziła w skład nieistniejącej obecnie trasy E2.
| Trasa europejska | Przebieg                                                   |
| Obecne           | Obecne                                                     |
| ---------------- | ---------------------------------------------------------- |
| E35              | Mediolan – Rzym                                            |
| E45              | Modena – Orte – Neapol – Bolonia                           |
| Dawne            |                                                            |
| E2               | Mediolan – Melegnano – Piacenza – Parma – Modena – Bolonia |